# Ивановская, Вильгельмина
Вильгельми́на Ивано́вская (пол. Wilhelmina Iwanowska; 2 сентября 1905, Вильно — 16 мая 1999, Торунь) — польский астроном.

## Биография
Родилась в Вильно (ныне Вильнюс, Литва), окончила астрономическое отделение университета Стефана Батория. С 1927 работала в астрономической обсерватории под руководством Владислава Дзевульского. После освобождения в 1944 году Вильнюса Красной Армией вместе с группой коллег бежала в Лодзь, где выступила в качестве одного из организаторов университета Николая Коперника в Торуни, а также Пивницкой астрономической обсерватории близ Торуни.
С 1946 года — профессор университета Николая Коперника, в 1952—1976 — руководитель Пивницкой астрономической обсерватории.
Член Польской АН (1956), вице-президент Международного астрономического союза (1973—1979).
Основные труды в области физики звезд. В 1934—1946 осуществила одну из первых экспериментальных проверок теории пульсации цефеид. В 1950 открыла различие в химическом составе звезд, принадлежащих к разным звёздным населениям. В 1952, независимо от В. Г. В. Бааде указала на необходимость изменения принятой в то время шкалы галактических расстояний. В 1965 предложила метод определения статистических показателей типов звездных населений и совместно с сотрудниками применила его в 1965—1979 к исследованию более 4000 звёзд.
Почетный профессор Университета Лестера (Великобритания), Университета Манитобы в Виннипеге (Канада), Университета Николая Коперника.
Указом президента Леха Валенсы от 4 мая 1995 года в знак признания выдающихся научных достижений в области астрономии награждена Большим Крестом Ордена Возрождения Польши.
Почетный гражданин Виннипега и Торуни, в её честь названа улица в Торуни.